# Filipe Martins
Filipe Martins dos Santos (Goiânia, 01 de abril de 1984) é um político brasileiro, filiado ao Partido Liberal (PL).

## Biografia
Foi eleito vereador em Palmas nas Eleições de 2016 e reeleito em 2020. Nas eleições de 2022, foi eleito deputado federal pelo Tocantins com  36.293 votos (0,72% dos votos válidos) . 